# Stebljevek
Stebljevek je naselje v Občini Kamnik.
Stebljevek se prvič omenja v deželnoknežjih fevdih leta 1428.